# Hot Hot Hot
«Hot Hot Hot» La canción es la versión de Arrow más adelante en 1987 por David Johansen como su personaje Buster Poindexter y lanzado como el primer sencillo de su álbum Buster Poindexter. Se ganó airplay extenso a través de radio, MTV y otras apariciones televisivas. El video musical es único en el hecho de que cruza las dos identidades: a pesar de estar en el personaje de Buster Poindexter, el video comienza con Johansen mencionando brevemente su papel en el New York Dolls, mostrando vinilo de la banda y tirar a un lado al hablar de la "ropa realmente escandalosas" llevaba él y cómo él se convirtió en una "clase refinada y digna de una situación", lo que lleva a la canción.

## Posicionamiento en listas
| Listas (1987)                      | Mejor posición |
| ---------------------------------- | -------------- |
| U.S. Billboard Hot 100             | 45             |
| U.S. Billboard Hot Dance Club Play | 11             |

## Otras versiones
La canción fue versionada en 1985 por el dúo indio Babla & Kanchan registra como Kuchh Hai Gadbad en hindi. También fue versionada más adelante por el popular grupo juvenil latino Menudo. En 1986 fue versionada por América Central Rana como "Caliente Caliente" (acreditado a Alfonso Casell como autor en las notas del trazador de líneas LP) en su disco De La Cabeza A Los Pies Rana Otra Vez!!
En el año 2000, el grupo hondureño Banda Blanca tuvo una versión titulada Pide más, más, más en ritmo punta.
En 2010, la pista fue muestreado por el electro británico Hervé en su tema "Hot! Drum Attack".
El rapero Crossfire junto con Elephant Man hizo una versión de la canción. 
En 2013, el cantante de reggaetón Don Omar lanzó una portada titulada "Feeling Hot".

## En la cultura popular
La canción fue usada en varias películas bandas sonoras incluidos:
- The Little Mermaid II: Return to the Sea
- Bend It Like Beckham (en la versión cantada por Bina Mistry).
- Casual Sex? (1988)
- Ugly Betty (2009) promo (versión de Buster Poindexter)
- Un Chihuahua de Beverly Hills (2008)
- Mi marciano favorito (película) (1999)
- H-E Double Hockey Sticks (Disney) (1999)
- Futurama "Crimes of the Hot"
- Programa Silvio Santos(1991-1994)(2008-)
- Topa Tudo Por Dinheiro(1991-1993)
- Hot Hot Hot (1994)

La canción también fue el tema de apertura de Miss Universo 1989 en Cancún, México
En 1999 CBBC el bloque de entretenimiento de verano "HOT" fue la canción de tema.
La canción también fue utilizada en la BBC Top Gear Winter Olympics Special Edition en 2006, mientras que Richard Hammond estaba en un Citroën C1
Las partes de la canción aparece varias veces en la versión estadounidense de The Office de episodio "Back from Vacation".
La canción también aparece brevemente en el episodio de Padre de familia "The Thin White Line", con el primo de Brian Griffin Jasper cantando en el Club Med en un breve escena cortada.
Toyota usado "Hot Hot Hot" en los comerciales de promoción de ventas de verano eventos en la década de 1990, cambiando la letra "Feeling Hot Hot Hot" para "hot hot hot de Toyota".
Morrisons Supermarket (Reino Unido) están utilizando "Hot Hot Hot", como su música motivación del personal durante una reciente unidad de servicio al cliente pesado jugar 15 minutos antes de la hora de apertura de las tiendas.
"Crossfire ft. Elephant Man - Hot Hot Hot" fue incluida en la banda sonora de la teleserie de MTV Latinoamerica Popland!.
En 1986, la canción fue el tema principal de la Copa Mundial de la FIFA. La canción es un canto de fútbol no oficial aprobada por la Selección de fútbol de Montserrat
Los Philadelphia Flyers tocar esta canción en Wells Fargo Center tras el gol de Flyers cuarto.